# Франк верхи
Франк верхи або франк на коні (фр. franc à cheval) — перша французька монета з назвою франк. Монета містила 3,88 грама 24-каратного золота і за своєю вартістю дорівнювала одному турському лівру (розрахунковій грошовій одиниці). Франк верхи був вперше викарбуваний 5 грудня 1360 для здійснення викупу з англійського полону короля Іоанна II Доброго (1350—1364). Хоча слово «франк» означає в перекладі з французької «вільний», швидше за все назва монети походить від напису латиною Francorum Rex (король франків) викарбуваного на монеті. Оскільки франк дорівнював за вартістю турському лівру, слово франк швидко стало синонімом лівра.

## Опис

### Аверс
На аверсі монети зображено Іоанна II Доброго на коні: король з піднятим мечем скаче ліворуч, у коронованому шоломі, увінчаному лілією. Зображення флер-де-ліс також нанесене на кольчугу вершника та на накидку на його коні. Малюнок оточує круговий напис: IOHANNES DEI GRATIA • FRANCORV REX («Іоанн, з ласки Божої, король франків»).

### Реверс
На реверсі зображено лілійний хрест, оточений квадрифолієм (чотирилисником), що прикрашений всередині пальметами й оточений ззовні в западинах чотирма трилисниками. Зображення оточує круговий напис : XPC VINCIT • XPC REGNAT • XPC IMPERAT, («Христос перемагає, Христос царює, Христос наказує»).

## Історія

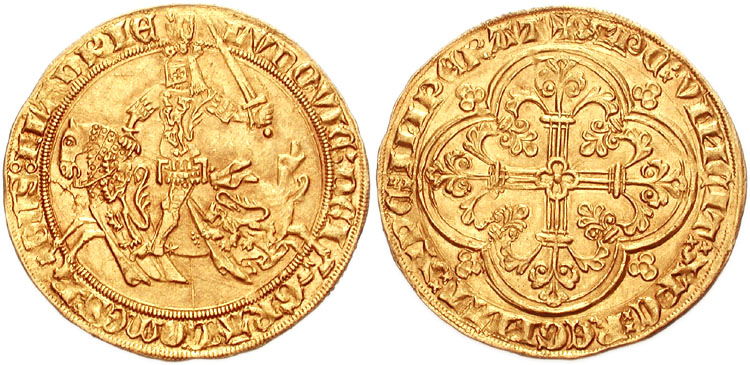
Франк верхи Людовика II Мальського (1360-1384, Фландрія). 30мм, 3.89 г, 8h. Карбовано в Генті або Мальському замку.

Золота монета франк верхи уперше була викарбувана 5 грудня 1360 року в Комп'єні за наказом Іоанна Доброго для здійснення оплати його викупу з англійського полону, куди він потрапив після програної Битви біля Пуатьє. Надійшла в обіг з лютого 1361 року. Після смерті Іоанна, з вересня 1364 року його син Карл V (1364—1380) продовжив карбувати франк верхи, але від свого імені. Пізніше монета також карбувалась у Франції королями Карлом VII (1422—1461), Генріхом III (1574—1589) та Генріхом IV (1589—1610), а також карбувалась у Фландрії сином французької принцеси Людовиком II Мальським (1346—1384).
Франк верхи став першою французькою королівською монетою, яка зображує суверена у вигляді лицаря, що ніби мчить верхи у бій. Це також перша монета, що отримала назву «франк», яка згодом стане назвою французької грошової одиниці.